# Via del Corso

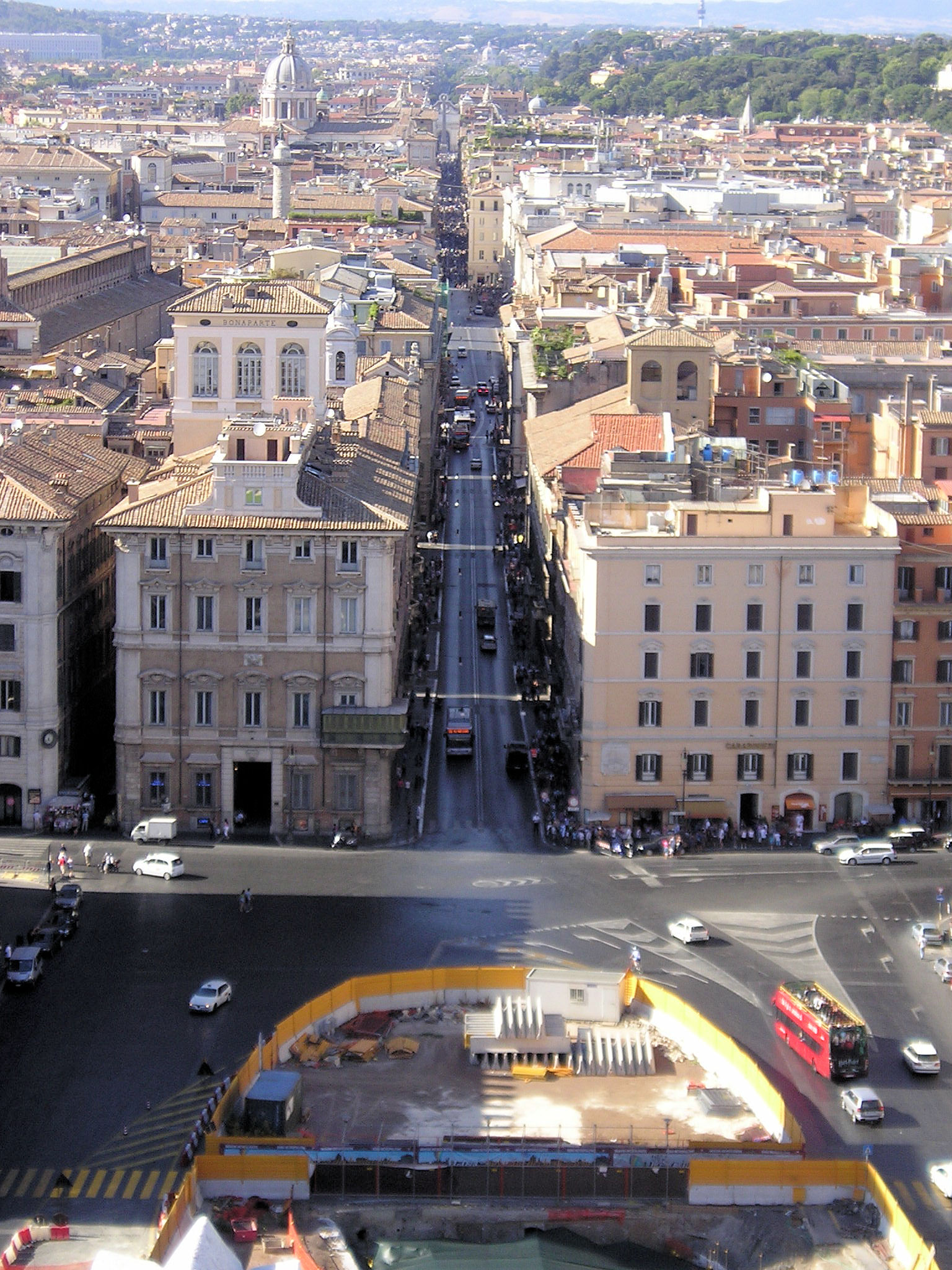
Via del Corso von der Piazza Venezia aus

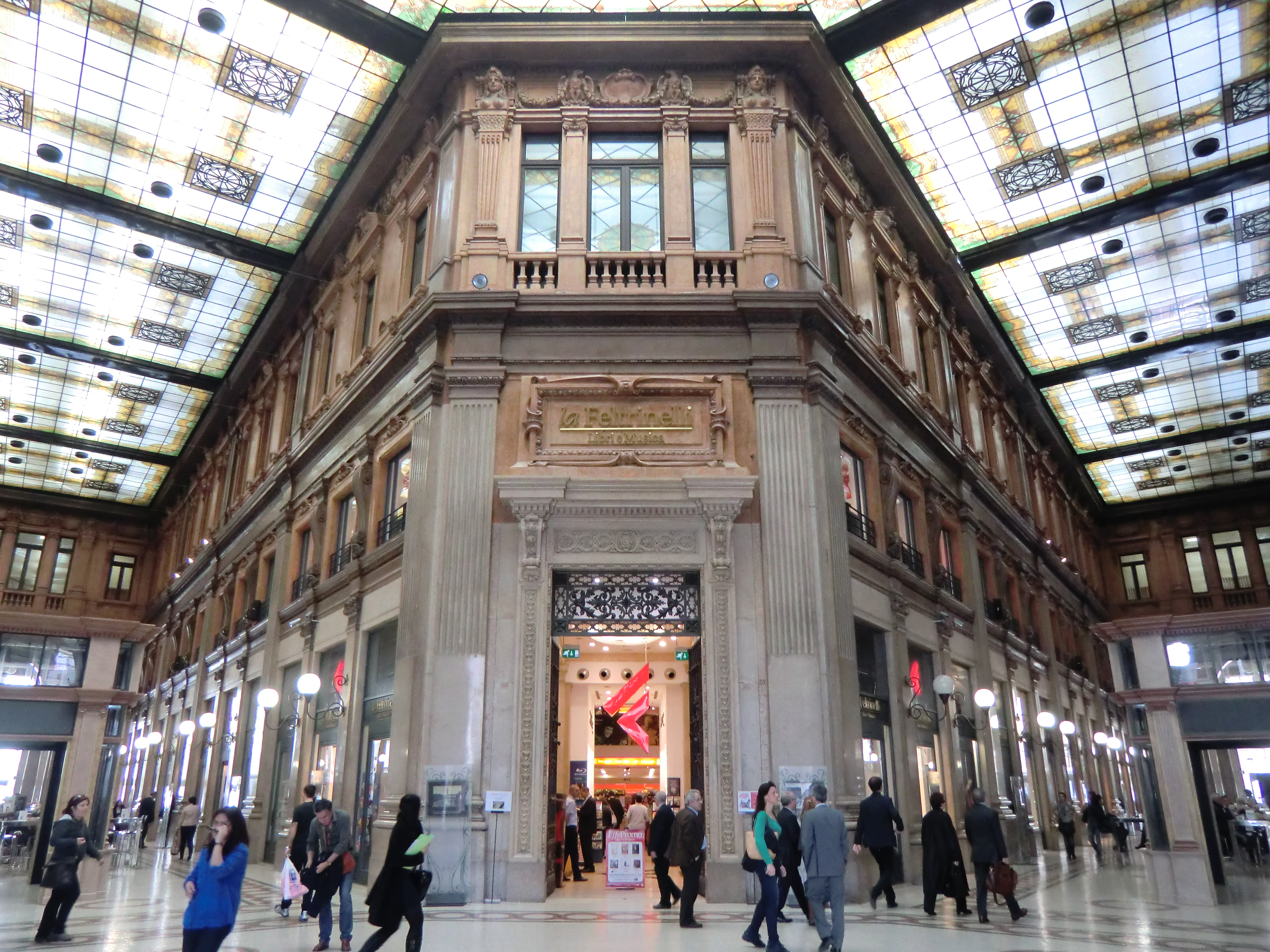
Galleria Alberto Sordi

Die Via del Corso, oder kurz Corso, ist eine der bekanntesten Straßen in der römischen Altstadt, die die Piazza del Popolo mit der Piazza Venezia verbindet. Sie ist etwa 1,6 km lang.

## Geschichte
Im Jahr 220 v. Chr. wurde die Via Flaminia im Auftrag des Censors Gaius Flaminius von Rom nach Rimini gebaut. Die Straße durchschnitt vom Kapitol ausgehend das Marsfeld gradlinig. Seit dem Bau der Aurelianischen Mauer bis 275 n. Chr. verlief die Via Flaminia durch die Porta Flaminia, die spätere Porta del Popolo die Stadt. Der Teil der Straße innerhalb der Stadtmauer erhielt im 3. Jahrhundert den Namen Via Lata, „Breite Straße“. Allerdings wurde die Straße im Mittelalter wegen der vielen Tiberüberschwemmungen kaum noch genutzt.

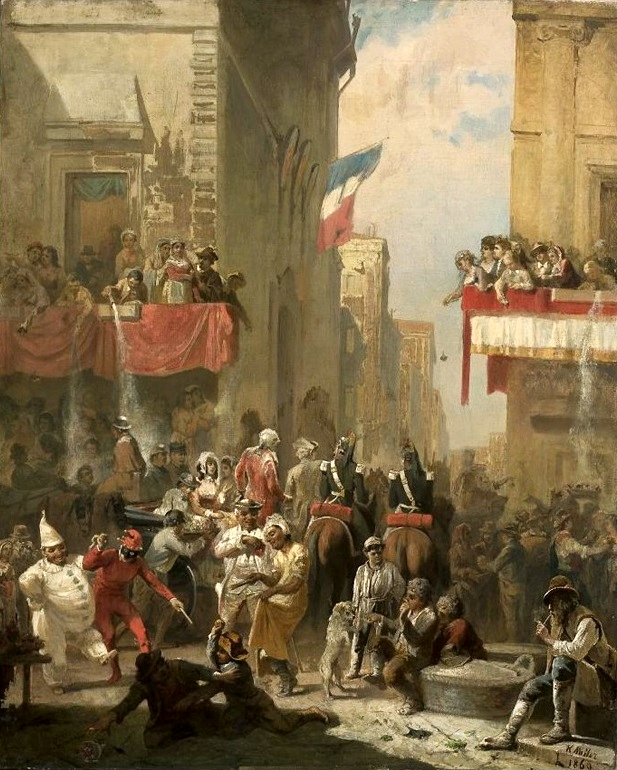
Karneval in Rom (von Karol Miller, 1869)

Erst Papst Paul II. ließ die Via Lata 1467 wiederherstellen. In der Folge bürgerte sich der Name Via del Corso, „Straße des Rennens“ ein. Sie bekam ihren Namen nach Pferderennen (besser: Pferdeauftrieben), die dort in der Karnevalswoche jeden Abend stattfanden und Palio genannt wurden. Der römische Karneval stand in der Tradition der antiken Saturnalien, nur um einige Wochen verschoben. Goethe, der über ein Jahr in der Via del Corso Nr. 18 logierte (heute Museum Casa di Goethe), erlebte ihn zweimal und beschreibt in seiner Italienischen Reise ausführlich jene Tage im Jahr 1788. An den Karnevalstagen drängten sich Volk und Kutschen auf der engen Straße und in den Seitengassen, die meisten erschienen maskiert oder transvestiert, viele spielten neckische oder provozierende Rollen und Sketche, darunter den Pulcinella und Il Capitano sowie den Rugantino, den „Tyrannen von Trastevere“; kleine Grüppchen simulierten Streitereien, Morde oder Geburten, man bewarf sich mit Gips- und Kreidekörnern. Abends räumte die päpstliche Garde die Straße und Tausende nahmen auf Stühlen, Tribünen und Balkonen Platz, überfüllte Kutschen stellten sich an den Straßenrand. Die Seitengassen wurden mit Barrieren abgesperrt, das Pflaster mit Puzzolane bestreut, Stühle und geschmückte Tribünen waren aufgestellt, Fenster und Balkone mit Teppichen behängt. Stallknechte führten einen Pulk kleiner, kaum gezähmter Berberpferde, die eigens zu diesem Zweck gehalten wurden, in die Startboxen auf der Piazza del Popolo. Wenn das Seil fiel, rannten die reiterlosen, mit Rauschgold und Sporenkugeln behängten Pferde in wildester Jagd den Corso hinunter bis zur Piazza Venezia, wo dem Besitzer des Siegerpferdes der Palio überreicht wurde. Über Jahrhunderte hinweg wurde diese Tradition beibehalten, führte aber immer wieder zu Unfällen und Todesfällen, wenn etwa Pferde mit Kutschen kollidierten, mit Mänteln beworfen wurden, stürzten, umkehrten oder in die Menge sprangen. Daher verbot König Viktor Emanuel II. 1874 den Palio. 
An gewöhnlichen Sonn- und Feiertagen fuhren die vornehmen Römer auf der Via del Corso am frühen Abend mit ihren Kutschen spazieren, eine Tradition, die in vielen italienischen Städten nachgeahmt wurde. Seit dem Ende des 19. Jahrhunderts steht das Monumento Vittorio Emanuele II als Endpunkt in der Sichtachse. Von 1900 bis 1944 hieß die Straße nach dem italienischen König Corso Umberto I.

## Die Straße heute
Die Via del Corso ist Teil des Tridente, des Dreizacks, zu dem außerdem die Via del Babuino und die Via di Ripetta gehören. Die Via del Corso ist heute eine beliebte Einkaufsstraße. Dazu gehören die Galleria Alberto Sordi (früher Galleria Colonna) und das Kaufhaus La Rinascente.